# 久安
- 關於中華人民共和國貴州省的一個鄉，請見「久安乡」。
- 關於商品名為「久安」的動物用藥，請見「头孢维星」。

久安（1145年8月12日~1151年2月14日）是日本的年号之一，指的是天養之後、仁平之前，1145年到1151年這段期間。這個時代的天皇是近衛天皇，並由鳥羽上皇實施院政。

## 改元
- 天養二年七月二十二日（西元1145年8月12日）因哈雷彗星出現而改元。
- 久安七年一月二十六日（西元1151年2月14日）改元仁平。

## 出處
《晉書卷四十六·劉頌傳》：「宜承大勳之籍，及陛下聖明之時，開啟土宇，使同姓必王，建久安於萬載，垂長世於無窮。」。

## 紀年、西曆、干支對照表
| 久安       | 元年   | 二年   | 三年   | 四年   | 五年   | 六年   | 七年   |
| ---------- | ------ | ------ | ------ | ------ | ------ | ------ | ------ |
| 儒略曆日期 | 1145年 | 1146年 | 1147年 | 1148年 | 1149年 | 1150年 | 1151年 |
| 干支       | 乙丑   | 丙寅   | 丁卯   | 戊辰   | 己巳   | 庚午   | 辛未   |